# Storm (Band)
Storm war ein Folk-Metal-Projekt der norwegischen Musiker Gylve „Fenriz“ Nagell (Darkthrone) und Sigurd „Satyr“ Wongraven (Satyricon). 

## Biografie
Mit dem Ziel, ein Album „nationalromantischer Musik“ zu schaffen, so die Selbstbeschreibung; wurde das einzige Album der Band, Nordavind, im November 1994 aufgenommen. Die Lieder orientieren sich größtenteils an Melodien und Texten norwegischer Volkslieder, die in Anlehnung an Stilelemente des nordischen Black Metal und durch teilweise abgewandelte Texte neu interpretiert wurden. Kurz vor Fertigstellung des Albums wurde Wongraven auf Kari Rueslåtten aufmerksam, welche bereits bei The 3rd and the Mortal gesungen hatte. Einige der Lieder wurden daraufhin mit ihrer Stimme neu aufgenommen.
Als eine „Hymne an Norwegen“ wurde das Album 1995 über das Plattenlabel Moonfog Productions veröffentlicht.

## Diskografie
- 1995: Nordavind
- 1996: Oppunder skrent og villmark, Noregsgard (alternativer Mix) und Mellom bakkar og berg (Rehearsal) auf Crusade From the North